# Olentzaro
Olentzero (wym. "olencero"; również Olentzaro lub Olantzaro) to związana z baskijską tradycją bożonarodzeniową postać, wywodząca się z kultury hiszpańskiej prowincji Navarra.
Najpopularniejsza hipoteza pochodzenia Olentzero mówi, że istniał on już w czasach przedchrześcijańskich i związany był z obchodami przesilenia zimowego. Wraz z nastaniem chrześcijaństwa na ziemiach Baskonii, Olentzero został zaadaptowany do nowych wierzeń jako postać zwiastująca narodzenie Chrystusa.
Olentzero przedstawiany jest jako mężczyzna gruby, w obszarpanym ubraniu, z twarzą i rękami ubrudzonymi węglem. Jest człowiekiem prostym, poczciwym, nieco rubasznym, nie stroni od alkoholu i smacznego jedzenia. Na co dzień zamieszkuje samotnie baskijskie góry, gdzie zajmuje się wypalaniem węgla drzewnego. W wigilię Bożego Narodzenia schodzi w doliny i przynosi prezenty dzieciom zamieszkującym Baskonię.